# K200 장갑차
K200은 대한민국이 최초로 개발한 병력수송장갑차(APC)이며, 1984년부터 실전 부대에 배치되기 시작한 이래 2008년 2월 현재 계열차량등을 합쳐 약 2,500대 이상이 생산되었다. K21 보병전투차가 전방 기계화보병사단에 배치된 후에도 후방 부대나 보병사단용으로 계속 운용될 예정이다.

## 역사
월남전에서 유명해진 서방국가 베스트셀러 병력수송장갑차(APC)는 M113 장갑차이다. 미국 육군은 2032년까지 M113을 사용할 계획이다. 한국 육군은 월남전의 참전 대가로 월남전에 사용된 M113 장갑차를 공여받아 최초의 기계화 보병 사단을 창설했다.
한국이 최초의 병력수송장갑차(APC)인 K200을 개발할 당시, 궤도차량 설계 기술은 전무했으며, 참고자료는 미군의 M113 장갑차 정비유지 도면뿐이었다.
두산인프라코어 방위산업의 시발점이었던 보병전투장갑차 K200 개발은 1980년께 한국형 장갑차 개발계획을 수립한 국방과학연구소가 당시 M113 장갑차 정비업체인 두산인프라코어에 차기 장갑차 개발을 제안하여, 우연한 계기로 시작되었다.
미국은 서방국가 베스트셀러 병력수송장갑차(APC)인 M113 장갑차의 후속인 en:Armored Multi-Purpose Vehicle(AMPV) 시제품을 2016년에 생산했다.

## 개량형 및 계열 차량

### 개량형

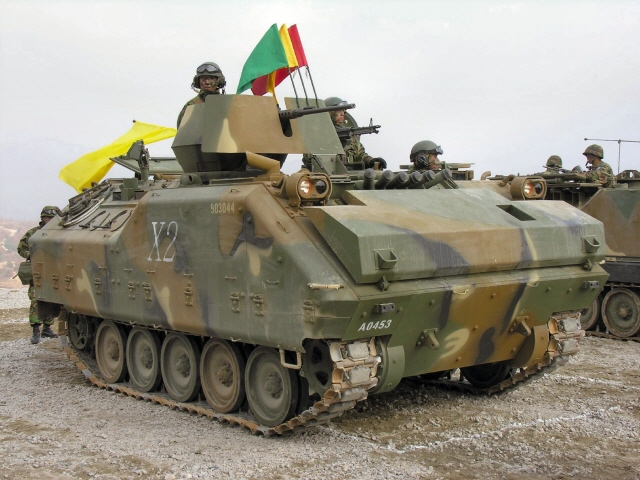
K200A1
동력 계통을 개량하여 보다 고출력의 엔진(D-2848T형 엔진)과 새로운 변속기(미국 DDA사의 X-200-5D)를 장착한 모델이다. K200의 실전 배치 이후 일선 부대에서 기동력 부족을 지적함에 따라 개발되었다. 엔진은 350마력의 고출력이어서 톤당 중력비가 26.5t/HP에 이르러 동급 장갑차량 중에서는 가장 우수하다

### 계열 차량
K263A1 자주발칸포
이 차량은 M-167 견인용 발칸포 체계를 K200에 탑재한 것이다. 주 임무는 저공 침투하는 적 항공기에 대하여 아군 부대를 보호하는 것이다. 명칭에서 A1은 K200A1의 차대를 이용했음을 의미하며, 263은 미국의 M163을 의식한 것이다. 1982년 8월에 개발을 시작하여 1986년 7월에 무기 체계로 채택되어 약 200여대가 일선 부대에 배치되었다.
K242/K281 박격포 탑재 차량
K242는 4.2인치 박격포를 탑재한 것이며, K281은 81mm 박격포를 뜻한다. 242의 42는 4.2인치를, 281의 81은 81mm를 뜻한다. 이 차량들은 1989년 9월에 채택되었다. 향후 대한민국 육군은 120mm 박격포 체계를 개발한 후에 K200 차체에 탑재할 계획이다.
K288A1 구난장갑차
1988년 12월에 채택되었다. 제식 번호는 채택년도인 1988년을 따서 붙인 것이다. 기본 차체에 K200 및 계열 차량 등을 견인할 수 있도록 20 톤급의 윈치와 엔진의 착탈(정비 또는 교체 등을 위해 필요)을 위한 3.5톤을 들 수 있는 크레인을 설치했다. 주 임무는 K200 및 계열 차량들의 수리 및 구난이다. 그러나 이 차량으로는 K21이나 K-30 비호, 천마 대공미사일 등을 견인할 수 없어서 신형 구난장갑차를 개발할 예정이다.
K277 지휘장갑차
미국의 M577 지휘장갑차의 이름을 따서 K277이라 명명된 지휘장갑차는 기계화부대의 대대급 부대 지휘를 위해 개발되었다. 다른 차량들과 달리 지휘관이 서서 부대를 지휘할 수 있도록 높이가 0.54m가량 올라갔다. 부대 지휘를 위해 다양한 안테나 및 통신장비가 설치되며, 이외에 지휘에 필요한 장비 - 도판, 상황판, 텐트, 지도, NBC 방호시스템 등이 설치되어 있다. 또한 지휘관을 비롯하여 6명의 지휘본부 요원만 탑승한다.
K216 NBC 정찰 장갑차
K200A1 차체를 바탕으로 개발된 차량으로 화학 작용제 자동분석기(MM-1) 같은 화학탐지장치를 정착하여 적의 화학전 여부를 탐색하는 것을 주 임무로 하고 있다. NBC 병기에 의한 오염 지역 정찰이 주임무여서 내부 기압을 외부 기압보다 높게 유지하여 외부 공기가 차내로 들어오는 것을 방지하는 장치를 탑재하고 있다.
K221 발연장갑차
가장 최근에 개발된 계열 차량으로 적의 가시광선 및 적외선 감시 수단으로부터 연막을 발사하여 아군 부대 및 지역, 시설을 보호하는 것이다. 가시광선 차단용으로 액체 파라핀을 사용하여 90분간 차폐할 수 있으며, 적외선 감시 수단을 막기 위해서는 분말 흑연을 사용하여 30분간 차폐할 수 있다. 도입 단가는 7억 6,000만원이며, 2007년 9월부터 실전배치되었다.

## 운용 국가
- 대한민국 - 기갑부대의 주력 기계화보병용 보병수송차로 1700여대를 운용하고 있으며, 계열차량 800여대를 생산하여 배치하고 있다.
- 말레이시아 - 보스니아 평화유지군으로 파견된 말레이시아군이 K200 장갑차 111대를 구입하여 배치했다.[7]